# Thibault Moulin
Thibault Moulin (* 13. Januar 1990 in Flers) ist ein französischer Fußballspieler.

## Karriere
Moulin begann das Fußballspielen in Athis-de-l’Orne und seiner Geburtsstadt Flers, bevor er 2004 in die Jugendabteilung des SM Caen aufgenommen wurde. Ab 2008 lief er für die zweite Mannschaft des Vereins auf. In der Saison 2010/11 wurde er in den Kader der erstklassigen Profimannschaft aufgenommen und kam im Verlauf der Saison auf 17 Einsätze. Zudem kam er im Juni 2011 zweimal für die französische U-21-Auswahl zum Einsatz. Im selben Jahr wurde über einen Wechsel zum Le Havre AC spekuliert, der jedoch nicht zustande kam. Stattdessen wechselte Moulin im August auf Leihbasis zum Zweitligisten LB Châteauroux. Nachdem er dort ein Jahr lang regelmäßig zum Einsatz gekommen war, kehrte er zum mittlerweile abgestiegenen SM Caen zurück, wo er sich trotz einiger Einsätze in der ersten Auswahl nicht durchsetzen konnte. 
Im Sommer 2013 wurde sein Vertrag in Caen nicht verlängert, woraufhin ihn der Zweitligakonkurrent Clermont Foot unter Vertrag nahm. Bei Clermont avancierte er anschließend zum Stammspieler und schaffte mit der Mannschaft zweimal hintereinander den Klassenverbleib. 2015 schloss er sich Waasland-Beveren an und wechselte damit in die höchste Liga des Nachbarlands Belgien. Zur Saison 2016/17 wechselte er in die polnische Ekstraklasa zu Legia Warschau und konnte 2017 erstmals die Meisterschaft feiern.
Im August 2018 wechselte Moulin zu MKE Ankaragücü.